# Marks Summit
Der Marks Summit ist ein 801 m hoher Berg im westantarktischen Queen Elizabeth Land. Im Dufek-Massiv der Pensacola Mountains ragt er auf halbem Weg entlang des Wujek Ridge auf.
Das UK Antarctic Place-Names Committee benannte ihn 2006 nach dem Piloten Gregory Paul Marks (1972–2004), der ab 2002 durch die Einführung neuer Maßnahmen die Luftunterstützung des British Antarctic Survey effizienter gestaltet hatte.